# 24-й моторизований корпус (Третій Рейх)
24-й моторизо́ваний ко́рпус (нім. XXIV. Armeekorps (mot.) — моторизований корпус Вермахту за часів Другої світової війни.

## Історія
XXIV-й моторизований корпус був сформований 16 листопада 1940 року шляхом перейменування 24-го армійського корпусу. 21 червня 1942 корпус переформований на 24-й танковий корпус.

## Райони бойових дій
- Східний фронт (центральний напрямок) (16 листопада 1940 — 21 червня 1942).

## Командування

### Командири
- генерал танкових військ Лео Гайр фон Швепенбург (нім. Leo Freiherr Geyr von Schweppenburg) (16 листопада 1940 — 7 лютого 1942);
- генерал танкових військ Вілібальд фон Лангерманн (нім. Willibald Freiherr von Langermann und Erlencamp) (7 лютого — 21 червня 1942).

## Бойовий склад 24-го моторизованого корпусу
Формування управління, забезпечення та підтримки
- 143-тє артилерійське командування (Arko 143),
- 424-те управління корпусного постачання (Korps-Nachschubtruppen 424);
- 424-й корпусний батальйон зв'язку (Korps-Nachrichten-Abteilung 424);
- 424-й взвод фельджандармерії (Feldgendarmerie-Trupp 424).

- 15-та танкова дивізія (15. Panzer-Division);
- 17-та танкова дивізія (17. Panzer-Division);
- 10-та моторизована дивізія (10. Infanterie-Division (mot.);
- 25-та моторизована дивізія (25. Infanterie-Division (mot.);
- 36-та моторизована дивізія (36. Infanterie-Division (mot.).

- 3-тя танкова дивізія (3. Panzer-Division);
- 4-та танкова дивізія (4. Panzer-Division);
- 40-ва піхотна дивізія (40. Infanterie-Division);
- 255-та піхотна дивізія (255. Infanterie-Division);
- 267-ма піхотна дивізія (267. Infanterie-Division).

- 3-тя танкова дивізія;
- 4-та танкова дивізія;
- 1-ша кавалерійська дивізія (1. Kavallerie-Division);
- 10-та моторизована дивізія;
- 267-ма піхотна дивізія.

- 3-тя танкова дивізія;
- 4-та танкова дивізія;
- 10-та моторизована дивізія.

- 4-та танкова дивізія;
- 18-та танкова дивізія (18. Panzer-Division);
- 208-ма піхотна дивізія (208. Infanterie-Division);
- 211-та піхотна дивізія (211. Infanterie-Division);
- 339-та піхотна дивізія (339. Infanterie-Division);
- 403-тя дивізія охорони (403. Sicherungs-Division).

- 9-та танкова дивізія (9. Panzer-Division);
- 3-тя моторизована дивізія (3. Infanterie-Division (mot.);
- 82-га піхотна дивізія (82. Infanterie-Division).